# 모션 UI
모션 UI(Motion-UI)는 휴대 전화 W의 제품 W 윈 2에 적용된 UI이다. 별도의 입력 없이 기기에 내장된 여러 가지 센서가 사용자의 행동이나 몸짓을 인식하여 반응한다. 터치스크린이나 버튼을 사용한 별도의 입력없이 사용자의 행동이나 몸짓 자체만으로 기기를 조작할 수 있기 때문에, 사용자는 기기를 직관적이고 편하게 사용할 수 있다.

## 같이 보기
- 인간과 컴퓨터 상호 작용